# Campylocentrum wawrae
Campylocentrum wawrae là một loài thực vật có hoa trong họ Lan. Loài này được (Rchb.f. ex Beck) Rolfe mô tả khoa học đầu tiên năm 1903.